# Ruoli del baseball

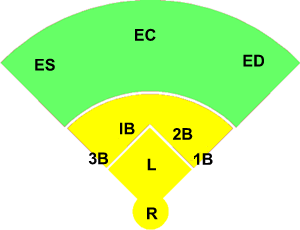
Schema delle posizioni difensive del baseball

Nel gioco del baseball la squadra in difesa presenta sul terreno di gioco nove giocatori che coprono le varie zone del campo. Ogni giocatore, oltre che dal nome del ruolo, è individuato anche da un numero, in modo da permettere agli scorer (classificatori) dell'incontro di catalogare i giochi difensivi.

## I ruoli dei giocatori in difesa

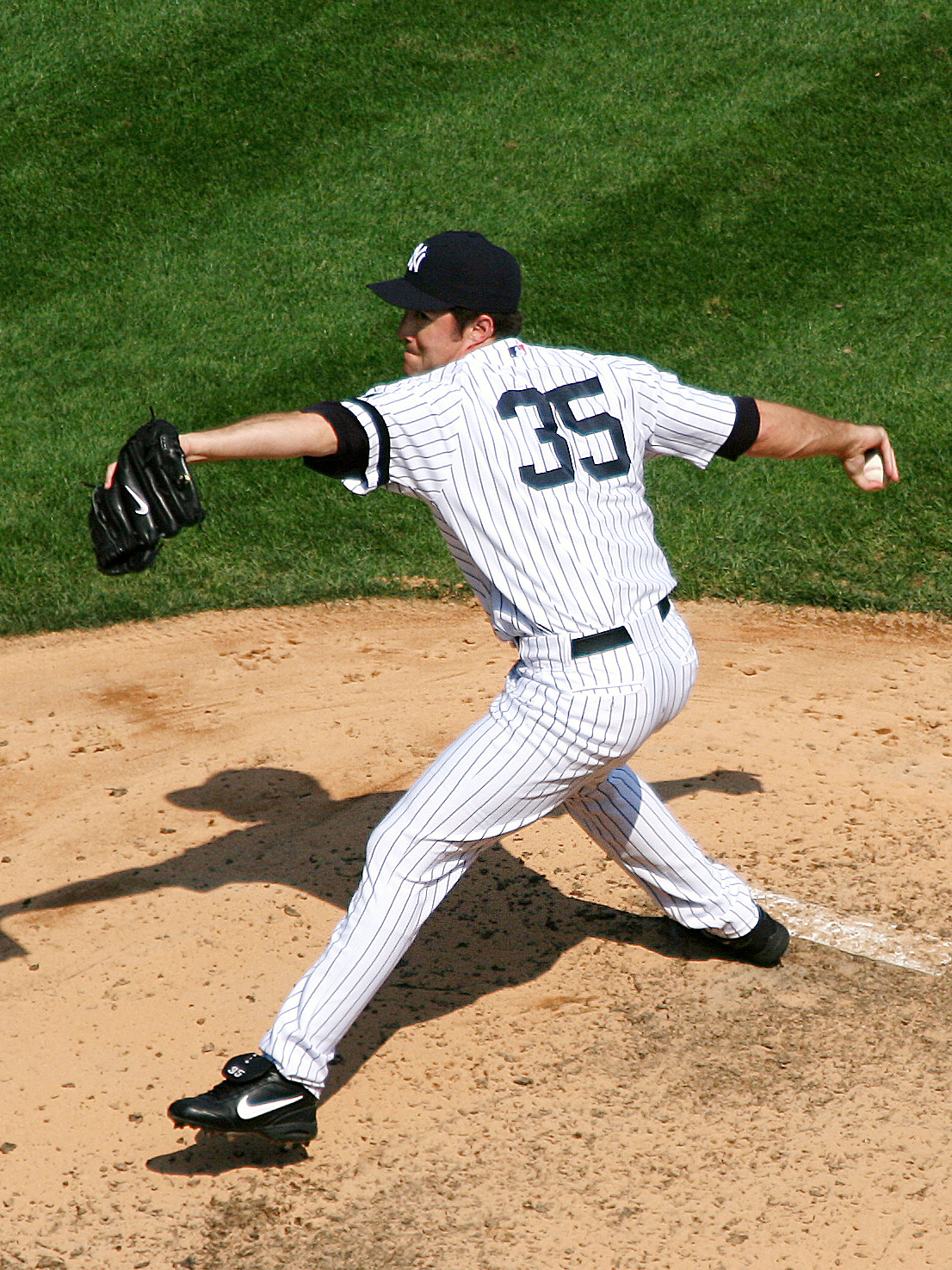
Mike Mussina in fase di rilascio della palla

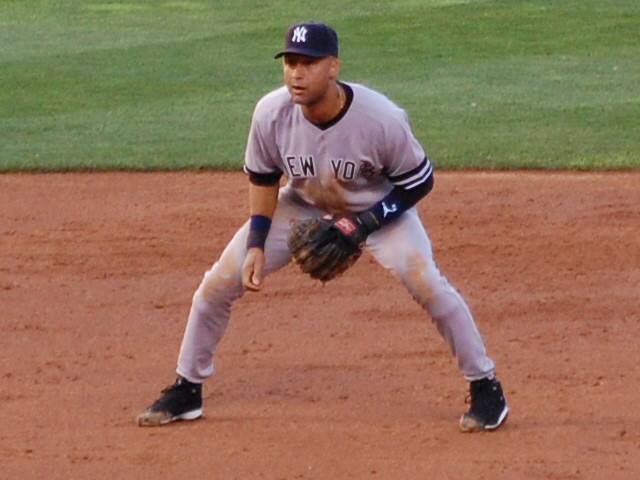
Derek Jeter, interno (interbase) dei New York Yankees 2007

- Lanciatore (L o P dall'inglese Pitcher, posizione numero 1). Il suo compito principale è lanciare la palla da un rialzo sul campo di gioco, detto monte di lancio, posto a 60,5 piedi dal piatto di casa base, cercando di eliminare il battitore avversario direttamente, o perlomeno cercando di rendergli difficile la battuta. Quando il battitore ottiene un contatto sulla palla e questa è in gioco, il ruolo del lanciatore è quello di giocare le palle che si trovino a sua portata verso gli altri difensori, e coprire il piatto di casa base quando il ricevitore è costretto ad abbandonarla. Il lanciatore, però, può anche lanciare la palla a un suo compagno, cercando di eliminare il corridore che si trova nella base difesa dal ricevitore del lancio (pickoff).

- Ricevitore (R o C da Catcher, numero 2). Indossa protezioni speciali e si posiziona accovacciato dietro il battitore avversario, per ricevere i lanci del suo lanciatore, con un guanto speciale di dimensioni maggiorate rispetto a quello dei suoi compagni. Oltre a ricevere i lanci, deve anche cercare di fermare gli avversari che tentano di avanzare sulle basi, lanciando la palla verso gli altri difensori. Può anche eliminare direttamente un avversario, prendendo al volo le palle non colpite piene che finiscono dietro il piatto di casa base (pop-up), e infine cerca di eliminare i corridori avversari lanciati verso casa base per realizzare un punto, frapponendosi con il proprio corpo alla corsa e cercando di toccarli con la pallina nel guanto.

### Interni
- Prima base (1B, numero 3). Ha il compito di amministrare l'eliminazione diretta dell'avversario, cogliendo al volo le battute che arrivano nella sua zona, ed è il terminale delle giocate difensive dei propri compagni, che lanciano verso di lui le palle battute dagli avversari e non raccolte al volo. Il giocatore in prima base utilizza un guanto diverso dai suoi compagni, di dimensioni maggiori per agevolare la presa della palla.[senza fonte] In collaborazione con il lanciatore, cerca di cogliere fuori base il corridore avversario che cerca di rubare la seconda base, raccogliendo il lancio del compagno (pickoff).
- Seconda base (2B, numero 4). Per la posizione che ricopre, a destra della seconda base, è chiamato a completare l'importante azione difensiva del doppio gioco. Tale azione si realizza quando una palla viene battuta nel raggio d'azione della terza base o (più spesso) dell'interbase, che appena raccolta la palla, la "assiste" al Seconda base, che toccando con i piedi la seconda base elimina il corridore proveniente dalla prima, e gira la palla verso la prima base per eliminare il secondo corridore. Se realizzata in maniera rapida e precisa, questa emozionante e difficile azione difensiva, può trasformarsi in due eliminazioni per l'attacco avversario. Il seconda base si occupa anche di coprire il monte di lancio quando questo viene lasciato dal lanciatore per una palla rotolante, o per un bunt avversario.
- Terza base (3B, numero 5). Ricopre la zona di campo difensiva in cui più spesso si concentrano le battute degli avversari: il suo compito principale è lanciare le battute ricevute verso la prima base, per eliminare il corridore, ma è anche chiamato a iniziare un doppio gioco verso il seconda base.
- Interbase (IB o SS da Shortstop, numero 6). Lavora a stretto contatto con il seconda base (a destra del sacchetto), sia per la realizzazione del doppio gioco, che per l'alternanza con il compagno nel coprire il sacchetto di seconda base, quando la battuta termina in campo destro e il seconda base si sposta per ricevere il passaggio degli esterni. Insieme al Seconda Base copre la base sui lanci diretti del ricevitore che cerca di cogliere la rubata.

## Esterni
- Esterno sinistro (ES o LF da Left Field, numero 7), Esterno centro (EC o CF da Center Field, numero 8), Esterno destro (ED o RF da Right Field, numero 9). Si occupano di gestire il vasto campo esterno: corrono verso le palle che arrivano nella loro zona per cercare un'eliminazione al volo del battitore, altrimenti rilanciano velocemente la palla verso il campo interno, per fermare le corse sulle basi.

## Altri ruoli
- Battitore designato (o Designated hitter). Nell'American League della Major League Baseball e nella maggior parte dei campionati e delle competizioni internazionali sostituisce il lanciatore nei suoi turni di battuta. Non ha compiti difensivi, e in genere è rappresentato da un giocatore di grande forza fisica.
- Lanciatore di rilievo (o Relief pitcher). Prende il posto del lanciatore partente quando questi mostra segni di stanchezza e comincia a lasciare troppo spazio ai battitori avversari. Prende il nome di closer, quando entra in campo solo nell'ultimo inning, o negli ultimi due, per eliminare gli ultimi battitori e salvare la vittoria della sua squadra.
- Sostituto battitore (o Pinch hitter). Sostituisce alla battuta uno dei giocatori della difesa, e negli eventuali inning successivi ne prende il posto anche nello schieramento difensivo.
- Sostituto corridore (o Pinch runner). Sostituisce un giocatore in base nella parte di attacco della propria squadra, e negli eventuali inning successivi ne prende il posto anche in difesa.